# Нуркина, Лия Асылбековна
Лия Асылбековна Нуркина (род. 28 сентября 1984 года) — казахстанская тхэквондистка, мастер спорта Республики Казахстан международного класса, бронзовый призёр чемпионата мира 2003 года.

## Биография
Лия Нуркина в своей копилке медалей имеет бронзу чемпионата мира, бронзу чемпионата Азии и бронзу Универсиады.
Участница Пекинской Олимпиады — 2008. Для квалификации на Олимпиаду победила в квалификационном турнире (для стран Азии и Океании) в Хошимине.